# Antonio José González Zumárraga
Antonio José González Zumárraga, ekvadorski rimskokatoliški duhovnik, škof in kardinal, * 18. marec 1925, Pujili, † 13. oktober 2008.

## Življenjepis
29. junija 1951 je prejel duhovniško posvečenje.
17. maja 1969 je bil imenovan za pomožnega škofa Quita in za naslovnega škofa Tagarate; 15. junija istega leta je prejel škofovsko posvečenje. 30. januarja 1978 je postal škof Machale.
28. junija 1980 je bil imenovan za sonadškofa Quita; 1. junija 1985 je nasledil nadškofovski sedež.
21. februarja 2001 je bil povzdignjen v kardinala in imenovan za kardinal-duhovnika S. Maria in Via.
21. marca 2003 se je upokojil.